# Pseudocrossidium crinitum
Pseudocrossidium crinitum är en bladmossart som beskrevs av Richard Henry Zander 1993. Pseudocrossidium crinitum ingår i släktet rullmossor, och familjen Pottiaceae. Inga underarter finns listade i Catalogue of Life.